# Евтид
Евтид — возможно, наместник кельтского царства во Фракии в III веке до н. э.
Об Евтиде известно по бронзовой монете, найденной в окрестностях болгарского города Свиленграда и попавшей в частную коллекцию. На аверс помещено изображение правителя в диадеме. На реверсе — посередине меч в ножнах, слева — лира, а справа — надпись из греческих букв ΑΠΡΗ. Также имеется другая надпись: ΕΥΤΥΔΑ. По замечанию болгарского учёного М. Манова, о существовании правителя с таким именем ранее не было ранее известно ни из иного нумизматического материала, ни из сообщений античных писателей, ни из обнаруженных надписей. По его предположению, монета Евтида могла быть отчеканена в 259 году до н. э. Он, по мнению болгарского исследователя, осуществлял функции наместника кельтского царства по Фракии на протяжении 274—257 годов до н. э. — до фактического восшествия на престол Кавара, защитником интересов которого Евтид являлся. Как отмечено у Гиезеке, выкладки Манова построены на анализе содержания только одной, плохо сохранившейся монеты.